# FA Women's Football Awards
Los FA Women's Football Awards es una ceremonia de premios organizada por Asociación Inglesa de Fútbol en Inglaterra. La primera edición tuvo lugar en 1999.

## Máxima goleadora
| Año  |                              | Nombre                 | Club                       | Liga                             | Ref.   |
| ---- | ---------------------------- | ---------------------- | -------------------------- | -------------------------------- | ------ |
| 1999 | Bandera de Inglaterra        | Marieanne Spacey       | Arsenal                    | FA WPL National Division         | [ 1 ]  |
| 2001 | Bandera de Inglaterra        | Angela Banks           | Arsenal                    | FA WPL National Division         | [ 2 ]  |
| 2001 | Bandera de Inglaterra        | Kelly Dean             | Oldham Curzon              | FA WPL Northern Division         | [ 2 ]  |
| 2001 | Bandera de Inglaterra        | Kristy Moore           | Barnet                     | FA WPL Southern Division         | [ 2 ]  |
| 2002 | Bandera de Inglaterra        | Marieanne Spacey       | Arsenal                    | FA WPL National Division         | [ 3 ]  |
| 2002 | Bandera de Inglaterra        | Katy Ward              | Birmingham City            | FA WPL Northern Division         | [ 3 ]  |
| 2002 | Bandera de Noruega           | Marianne Pettersen     | Fulham                     | FA WPL Southern Division         | [ 3 ]  |
| 2003 | Bandera de Inglaterra        | Amanda Barr            | Charlton Athletic          | FA WPL National Division         | [ 4 ]  |
| 2003 | Bandera de Inglaterra        | Kelly Dean             | Oldham Curzon              | FA WPL Northern Division         | [ 4 ]  |
| 2003 | Bandera de Inglaterra        | Melanie Reay           | Sunderland                 | FA WPL Northern Division         | [ 4 ]  |
| 2003 | Bandera de Inglaterra        | Trudy Williams         | Bristol Rovers             | FA WPL Southern Division         | [ 4 ]  |
| 2005 | Bandera de Inglaterra        | Trudy Williams         | Bristol Rovers             | FA WPL National Division         | [ 5 ]  |
| 2005 | Bandera de Irlanda del Norte | Amy McCann             | Wolverhampton Wanderers    | FA WPL Northern Division         | [ 5 ]  |
| 2005 | Bandera de Inglaterra        | Emma Mead              | Brighton & Hove Albion     | FA WPL Southern Division         | [ 5 ]  |
| 2006 | Bandera de Inglaterra        | Kelly Smith            | Arsenal                    | FA WPL National Division         | [ 6 ]  |
| 2006 | Bandera de Inglaterra        | Vicky Abbott           | Tranmere Rovers            | FA WPL Northern Division         | [ 6 ]  |
| 2006 | Bandera de Gales             | Helen Ward             | Watford                    | FA WPL Southern Division         | [ 6 ]  |
| 2007 | Bandera de Inglaterra        | Lianne Sanderson       | Arsenal                    | FA WPL National Division         | [ 7 ]  |
| 2007 | Bandera de Inglaterra        | Jodie Michalska        | Lincoln                    | FA WPL Northern Division         | [ 7 ]  |
| 2007 | Bandera de Gales             | Helen Ward             | Watford                    | FA WPL Southern Division         | [ 7 ]  |
| 2008 | Bandera de Inglaterra        | Lianne Sanderson       | Arsenal                    | FA WPL National Division         | [ 8 ]  |
| 2008 | Bandera de Inglaterra        | Ann-Marie Heatherson   | Fulham                     | FA WPL Northern Division         | [ 8 ]  |
| 2008 | Bandera de Inglaterra        | Melanie Reay           | Newcastle United           | FA WPL Southern Division         | [ 8 ]  |
| 2009 | Bandera de Inglaterra        | Kelly Smith            | Arsenal                    | FA WPL National Division         | [ 9 ]  |
| 2009 | Bandera de Inglaterra        | Jodie Michalska        | Lincoln                    | FA WPL Northern Division         | [ 9 ]  |
| 2009 | Bandera de Inglaterra        | Sam Pittuck            | West Ham United            | FA WPL Southern Division         | [ 9 ]  |
| 2010 | Bandera de Escocia           | Kim Little             | Arsenal                    | FA WPL National Division         | [ 10 ] |
| 2010 | Bandera de Gales             | Cheryl Foster          | Liverpool                  | FA WPL Northern Division         | [ 10 ] |
| 2010 | Bandera de Inglaterra        | Stacey Sowden          | Barnet                     | FA WPL Southern Division         | [ 10 ] |
| 2011 | Bandera de Inglaterra        | Rachel Williams        | Birmingham                 | FA WSL                           | [ 11 ] |
| 2011 | Bandera de Inglaterra        | Gemma Bryan            | Charlton Athletic          | FA WPL                           | [ 11 ] |
| 2012 | Bandera de Escocia           | Kim Little             | Arsenal                    | FA WSL                           | [ 12 ] |
| 2012 | Bandera de Inglaterra        | Beth Mead              | Sunderland                 | FA WPL National Division         | [ 12 ] |
| 2012 | Bandera de Inglaterra        | Jodie Michalska        | Sheffield                  | FA WPL Northern Division         | [ 12 ] |
| 2012 | Bandera de Inglaterra        | Natasha Knapman        | Plymouth Argyle            | FA WPL Southern Division         | [ 12 ] |
| 2013 | Bandera de Inglaterra        | Natasha Dowie          | Liverpool                  | FA WSL                           | [ 13 ] |
| 2013 | Bandera de Inglaterra        | Beth Mead              | Sunderland                 | FA WPL National Division         | [ 13 ] |
| 2013 | Bandera de Inglaterra        | Jodie Michalska        | Sheffield                  | FA WPL Northern Division         | [ 13 ] |
| 2013 | Bandera de Inglaterra        | Fran Kirby             | Reading                    | FA WPL Southern Division         | [ 13 ] |
| 2014 | Bandera de Inglaterra        | Karen Carney           | Birmingham                 | FA WSL                           | [ 14 ] |
| 2014 | Bandera de Inglaterra        | Fran Kirby             | Reading                    | FA WSL 2                         | [ 14 ] |
| 2014 | Bandera de Inglaterra        | Natasha Baptiste       | Aston Villa                | FA WSL Development League        | [ 14 ] |
| 2014 | Bandera de Inglaterra        | Jodie Michalska        | Sheffield                  | FA WPL Northern Division         | [ 14 ] |
| 2014 | Bandera de Inglaterra        | Charlotte Gurr         | Gillingham                 | FA WPL Southern Division         | [ 14 ] |
| 2015 | Bandera de Inglaterra        | Beth Mead              | Sunderland                 | FA WSL 1                         | [ 15 ] |
| 2015 | Bandera de Inglaterra        | Courtney Sweetman-Kirk | Doncaster Rovers Belles    | FA WSL 2                         | [ 15 ] |
| 2015 | Bandera de Inglaterra        | Kit Graham             | Charlton Athletic          | FA WPL Northern Division         | [ 15 ] |
| 2015 | Bandera de Inglaterra        | Jodie Michalska        | Sheffield                  | FA WPL Southern Division         | [ 15 ] |
| 2015 | Bandera de Inglaterra        | Tanya Rich             |                            | FA WPL Northern Division One     | [ 15 ] |
| 2015 | Bandera de Inglaterra        | Natalie Shaw           |                            | FA WPL Midlands Division One     | [ 15 ] |
| 2015 | Bandera de Inglaterra        | Sara Sinclair          |                            | FA WPL South East Division One   | [ 15 ] |
| 2015 | Bandera de Inglaterra        | Natasha Knapman        |                            | FA WPL South West Division One   | [ 15 ] |
| 2016 | Bandera de Inglaterra        | Eniola Aluko           | Chelsea                    | FA WSL                           | [ 16 ] |
| 2017 | Bandera de Inglaterra        | Fran Kirby             | Chelsea                    | FA WSL 1                         | [ 17 ] |
| 2017 | Bandera de Inglaterra        | Courtney Sweetman-Kirk | Doncaster Rovers Belles    | FA WSL 2                         | [ 17 ] |
| 2017 | Bandera de Inglaterra        | Bianca Owens           |                            | FA WPL Northern Division         | [ 17 ] |
| 2017 | Bandera de Inglaterra        | Gemma Bryan            |                            | FA WPL Southern Division         | [ 17 ] |
| 2017 | Bandera de Inglaterra        | Nikki Berko            |                            | FA WPL Northern Division One     | [ 17 ] |
| 2017 | Bandera de Inglaterra        | Cara Newton            |                            | FA WPL Midlands Division One     | [ 17 ] |
| 2017 | Bandera de Inglaterra        | Felicity Gibbons       |                            | FA WPL South East Division One   | [ 17 ] |
| 2017 | Bandera de Inglaterra        | Natasha Knapman        |                            | FA WPL South West Division One   | [ 17 ] |
| 2018 | Bandera de Inglaterra        | Ellen White            | Birmingham City            | FA WSL 1                         | [ 18 ] |
| 2018 | Bandera de Inglaterra        | Jessica Sigsworth      | Doncaster Rovers Belles    | FA WSL 2                         | [ 18 ] |
| 2018 | Bandera de Inglaterra        | Rosie Axten            | Leicester City             | FA WPL Northern Division         | [ 18 ] |
| 2018 | Bandera de Inglaterra        | Kit Graham             | Charlton Athletic          | FA WPL Southern Division         | [ 18 ] |
| 2018 | Bandera de Inglaterra        | Jodie Redgrave         | Brighouse Town             | FA WPL Northern Division One     | [ 18 ] |
| 2018 | Bandera de Inglaterra        | Yasmine Swarbrick      | Hull City, Morecambe       | FA WPL Northern Division One     | [ 18 ] |
| 2018 | Bandera de Inglaterra        | Jordan Atkin           | Burton Albion              | FA WPL Midlands Division One     | [ 18 ] |
| 2018 | Bandera de Italia            | Alessandra Barreca     | Actonians                  | FA WPL South East Division One   | [ 18 ] |
| 2018 | Bandera de Inglaterra        | Natasha Knapman        | Plymouth Argyle            | FA WPL South West Division One   | [ 18 ] |
| 2019 | Bandera de los Países Bajos  | Vivianne Miedema       | Arsenal                    | FA Women's Super League          | [ 19 ] |
| 2019 | Bandera de Inglaterra        | Jessica Sigsworth      | Manchester United          | FA Women's Championship          | [ 19 ] |
| 2019 | Bandera de Inglaterra        | Saffron Jordan         | Blackburn Rovers           | FA WNL Northern Premier Division | [ 19 ] |
| 2019 | Bandera de Inglaterra        | Emily Allen            | Oxford United              | FA WNL Southern Premier Division | [ 19 ] |
| 2019 | Bandera de Inglaterra        | Kerry Bartlett         | Keynsham Town              | FA WNL Division One South West   | [ 19 ] |
| 2019 | Bandera de Inglaterra        | Jade Cross             | Wolverhampton Wanderers    | FA WNL Division One Midlands     | [ 19 ] |
| 2019 | Bandera de Italia            | Alessandra Barreca     | Actonians                  | FA WNL Division One South East   | [ 19 ] |
| 2019 | Bandera de Inglaterra        | Bianca Owens           | Norton & Stockton Ancients | FA WNL Division One North        | [ 19 ] |

## Jugadora del Año de las Jugadoras
| Año  | Nombre             | Club                    | Liga                      | Ref.   |
| ---- | ------------------ | ----------------------- | ------------------------- | ------ |
| 1999 | Sue Smith          | Tranmere Rovers         | FA WPL National Division  | [ 1 ]  |
| 1999 | Kelly Biney        | Sheffield Wednesday     | FA WPL Northern Division  | [ 1 ]  |
| 1999 | Angela Banks       | Whitehawk               | FA WPL Southern Division  | [ 1 ]  |
| 2001 | Jayne Ludlow       | Arsenal                 | FA WPL National Division  | [ 2 ]  |
| 2001 | Stacey Daniel      | Leeds United            | FA WPL Northern Division  | [ 2 ]  |
| 2001 | Kristy Moore       | Barnet                  | FA WPL Southern Division  | [ 2 ]  |
| 2002 | Marieanne Spacey   | Arsenal                 | FA WPL National Division  | [ 3 ]  |
| 2002 | Anne Blackham      | Wolverhampton Wanderers | FA WPL Northern Division  | [ 3 ]  |
| 2002 | Marianne Pettersen | Fulham                  | FA WPL Southern Division  | [ 3 ]  |
| 2003 | Jayne Ludlow       | Arsenal                 | FA WPL National Division  | [ 4 ]  |
| 2004 | Jayne Ludlow       | Arsenal                 | FA WPL National Division  | [ 20 ] |
| 2005 | Julie Fleeting     | Arsenal                 | FA WPL National Division  | [ 5 ]  |
| 2006 | Kelly Smith        | Arsenal                 | FA WPL National Division  | [ 6 ]  |
| 2007 | Kelly Smith        | Arsenal                 | FA WPL National Division  | [ 7 ]  |
| 2008 | Jill Scott         | Everton                 | FA WPL National Division  | [ 8 ]  |
| 2009 | Fara Williams      | Everton                 | FA WPL National Division  | [ 9 ]  |
| 2010 | Kim Little         | Birmingham              | FA WPL National Division  | [ 10 ] |
| 2011 | Rachel Williams    | Birmingham              | FA WSL                    | [ 11 ] |
| 2012 | Jess Fishlock      | Bristol Academy         | FA WSL                    | [ 12 ] |
| 2013 | Natasha Dowie      | Liverpool               | FA WSL                    | [ 13 ] |
| 2014 | Ji So-Yun          | Chelsea                 | FA WSL                    | [ 14 ] |
| 2014 | Fran Kirby         | Reading                 | FA WSL 2                  | [ 14 ] |
| 2014 | Carla Humphrey     | Arsenal                 | FA WSL Development League | [ 14 ] |
| 2014 | Natasha Baptiste   | Aston Villa             | FA WSL Development League | [ 14 ] |
| 2014 | Jodie Michalska    | Sheffield               | FA WPL Northern Division  | [ 14 ] |
| 2014 | Sam Pittuck        | Charlton Athletic       | FA WPL Southern Division  | [ 14 ] |
| 2015 | Beth Mead          | Sunderland              | FA WSL                    | [ 15 ] |
| 2016 | Lucy Bronze        | Manchester City         | FA WSL                    | [ 16 ] |
| 2016 | Ini-Abasi Umotong  | Oxford United           | FA WSL 2                  | [ 16 ] |
| 2016 | Lynda Shepherd     | Blackburn Rovers        | FA WPL Premier Division   | [ 16 ] |
| 2016 | Gemma Woodford     | Shanklin                | FA WPL Division One       | [ 16 ] |
| 2017 | Jordan Nobbs       | Arsenal                 | FA WSL                    | [ 17 ] |
| 2017 | Michelle Hinnigan  | Everton                 | FA WSL 2                  | [ 17 ] |
| 2017 | Nikki Berko        | Blackpool               | FA WPL Premier Division   | [ 17 ] |
| 2017 | Kate Mallin        | Huddersfield Town       | FA WPL Division One       | [ 17 ] |
| 2018 | Jill Scott         | Manchester City         | FA WSL 1                  | [ 18 ] |
| 2018 | Ann-Katrin Berger  | Birmingham City         | FA WSL 1                  | [ 18 ] |
| 2018 | Zoe Ness           | Durham                  | FA WSL 2                  | [ 18 ] |
| 2018 | Leigh Dugmore      | Leicester City          | FA WPL Premier Division   | [ 18 ] |
| 2018 | Nicola O'Connell   | Larkhall Athletic       | FA WPL Division One       | [ 18 ] |
| 2019 | Sophie Baggaley    | Bristol City            | FA Women's Super League   | [ 19 ] |
| 2019 | Kit Graham         | Charlton Athletic       | FA Women's Championship   | [ 19 ] |
| 2019 | Keira Ramshaw      | Sunderland              | FA WNL Premier Division   | [ 19 ] |
| 2019 | Leah Embley        | Burnley                 | FA WNL Division One       | [ 19 ] |

## Jugadora Joven Internacional del Año
| Año  |                       | Nombre               | Club               | Ref.   |
| ---- | --------------------- | -------------------- | ------------------ | ------ |
| 1999 | Bandera de Inglaterra | Katie Chapman        | Millwall Lionesses | [ 1 ]  |
| 2001 | Bandera de Inglaterra | Katie Chapman        | Fulham             | [ 2 ]  |
| 2002 | Bandera de Inglaterra | Fara Williams        | Charlton Athletic  | [ 3 ]  |
| 2003 | Bandera de Inglaterra | Eniola Aluko         | Birmingham City    | [ 4 ]  |
| 2004 | Bandera de Inglaterra | Ann-Marie Heatherson | Charlton Athletic  | [ 20 ] |
| 2005 | Bandera de Inglaterra | Karen Carney         | Birmingham City    | [ 5 ]  |
| 2006 | Bandera de Inglaterra | Karen Carney         | Birmingham City    | [ 6 ]  |
| 2007 | Bandera de Inglaterra | Steph Houghton       | Sunderland         | [ 7 ]  |
| 2008 | Bandera de Inglaterra | Fern Whelan          | Everton            | [ 8 ]  |
| 2009 | Bandera de Inglaterra | Toni Duggan          | Everton            | [ 9 ]  |
| 2010 | Bandera de Inglaterra | Jordan Nobbs         | Sunderland         | [ 10 ] |
| 2011 | Bandera de Inglaterra | Jemma Rose           | Bristol Academy    | [ 11 ] |
| 2012 | Bandera de Inglaterra | Alex Greenwood       | Everton            | [ 12 ] |
| 2015 | Bandera de Inglaterra | Beth Mead            | Sunderland         | [ 15 ] |
| 2016 | Bandera de Inglaterra | Millie Bright        | Chelsea            | [ 16 ] |
| 2017 | Bandera de Inglaterra | Lauren Hemp          | Bristol City       | [ 17 ] |
| 2018 | Bandera de Inglaterra | Beth Mead            | Arsenal            | [ 18 ] |

## Jugadora Internacional del Año
| Año  | Nombre        | Club                    | Ref.   |
| ---- | ------------- | ----------------------- | ------ |
| 1999 | Sue Smith     | Tranmere Rovers         | [ 1 ]  |
| 2000 | Becky Easton  | Everton                 | [ 21 ] |
| 2001 | Sue Smith     | Tranmere Rovers         | [ 2 ]  |
| 2002 | Katie Chapman | Fulham                  | [ 3 ]  |
| 2003 | Karen Walker  | Doncaster Rovers Belles | [ 22 ] |
| 2004 | Rachel Unitt  | Fulham                  | [ 20 ] |
| 2005 | Rachel Yankey | Birmingham City         | [ 5 ]  |
| 2006 | Rachel Unitt  | Everton                 | [ 6 ]  |
| 2007 | Fara Williams | Everton                 | [ 7 ]  |
| 2008 | Casey Stoney  | Chelsea                 | [ 8 ]  |
| 2009 | Fara Williams | Everton                 | [ 9 ]  |
| 2010 | Katie Chapman | Arsenal                 | [ 10 ] |
| 2011 | Ellen White   | Birmingham City         | [ 23 ] |
| 2012 | Casey Stoney  | Lincoln                 | [ 12 ] |
| 2015 | Lucy Bronze   | Manchester City         | [ 15 ] |
| 2016 | Jordan Nobbs  | Arsenal                 | [ 16 ] |
| 2017 | Jodie Taylor  | Arsenal                 | [ 17 ] |
| 2018 | Ellen White   | Birmingham City         | [ 18 ] |

## Entrenador/a del Año
| Año  | Nombre             | Club              | Liga                     | Ref.   |
| ---- | ------------------ | ----------------- | ------------------------ | ------ |
| 2001 | Vic Akers          | Arsenal           | FA WPL National Division | [ 2 ]  |
| 2002 | Mark Hodgson       | Leeds United      | FA WPL National Division | [ 3 ]  |
| 2003 | Marcus Bignot      | Birmingham City   | FA WPL National Division | [ 4 ]  |
| 2004 | Keith Boanas       | Charlton Athletic | FA WPL National Division | [ 20 ] |
| 2005 | Vic Akers          | Arsenal           | FA WPL National Division | [ 5 ]  |
| 2006 | Andrew McNally     | Blackburn Rovers  | FA WPL Northern Division | [ 6 ]  |
| 2007 | Vic Akers          | Arsenal           | FA WPL National Division | [ 7 ]  |
| 2008 | Mark Saunderson    | Fulham            | FA WPL Southern Division | [ 8 ]  |
| 2009 | Mick Mulhern       | Sunderland        | FA WPL Southern Division | [ 9 ]  |
| 2010 | Rick Passmoor      | Leeds             | FA WPL National Division | [ 10 ] |
| 2010 | Robbie Johnson     | Liverpool         | FA WPL Northern Division | [ 10 ] |
| 2010 | Tracey Kevins      | Barnet            | FA WPL Southern Division | [ 10 ] |
| 2011 | Laura Harvey       | Arsenal           | FA WSL                   | [ 11 ] |
| 2011 | Mick Mulhern       | Sunderland        | FA WPL                   | [ 11 ] |
| 2012 | Mark Sampson       | Bristol Academy   | FA WSL                   | [ 12 ] |
| 2012 | John Saloman       | Watford           | FA WPL                   | [ 11 ] |
| 2013 | Matt Beard         | Liverpool         | FA WSL                   | [ 13 ] |
| 2013 | Mick Mulhern       | Sunderland        | FA WPL                   | [ 13 ] |
| 2014 | David Parker       | Birmingham        | FA WSL                   | [ 14 ] |
| 2014 | Helen Mitchell     | Sheffield         | FA WPL                   | [ 14 ] |
| 2015 | Emma Hayes         | Chelsea           | FA WSL                   | [ 15 ] |
| 2015 | Helen Mitchell     | Sheffield         | FA WPL                   | [ 14 ] |
| 2016 | Nick Cushing       | Manchester City   | FA WSL                   | [ 16 ] |
| 2016 | Lindsey Stephenson | Middlesbrough     | FA WPL                   | [ 16 ] |
| 2017 | Andy Spence        | Everton           | FA WSL                   | [ 17 ] |
| 2017 | Karen Hills        | Tottenham Hotspur | FA WPL                   | [ 17 ] |
| 2018 | Emma Hayes         | Chelsea           | FA WSL                   | [ 18 ] |
| 2018 | Riteesh Mishra     | Charlton Athletic | FA WPL                   | [ 18 ] |

## Club del Año
| Año  | Club                    | Liga                       | Ref.   |
| ---- | ----------------------- | -------------------------- | ------ |
| 2002 | Birmingham City         | FA WPL Northern Division   | [ 3 ]  |
| 2005 | Everton                 | FA WPL National Division   | [ 5 ]  |
| 2006 | Newcastle United        | FA WPL Northern Division   | [ 6 ]  |
| 2007 | Arsenal                 | FA WPL National Division   | [ 7 ]  |
| 2008 | Nottingham Forest       | FA WPL Northern Division   | [ 8 ]  |
| 2009 | Arsenal                 | FA WPL National Division   | [ 9 ]  |
| 2010 | Arsenal                 | FA WPL National Division   | [ 10 ] |
| 2011 | Bristol Academy         | FA WSL                     | [ 11 ] |
| 2012 | Birmingham              | FA WSL                     | [ 12 ] |
| 2013 | Bristol Academy         | FA WSL                     | [ 13 ] |
| 2014 | Liverpool               | FA WSL 1                   | [ 14 ] |
| 2014 | Yeovil Town             | FA WSL 2                   | [ 14 ] |
| 2014 | Sheffield               | FA WPL                     | [ 14 ] |
| 2015 | Sunderland              | FA WSL 1                   | [ 15 ] |
| 2015 | Doncaster Rovers Belles | FA WSL 2                   | [ 15 ] |
| 2015 | Derby County            | FA WPL                     | [ 14 ] |
| 2016 | Manchester City         | FA WSL 1                   | [ 16 ] |
| 2016 | Yeovil Town             | FA WSL 2                   | [ 16 ] |
| 2016 | Brighton & Hove Albion  | FA WPL                     | [ 16 ] |
| 2017 | Manchester City         | FA WSL 1                   | [ 17 ] |
| 2017 | Durham                  | FA WSL 2                   | [ 17 ] |
| 2017 | Tottenham Hotspur       | FA WPL                     | [ 17 ] |
| 2018 | Chelsea                 | FA WSL                     | [ 18 ] |
| 2018 | Derby County            | FA WPL                     | [ 18 ] |
| 2019 | Manchester City         | FA Women's Super League    | [ 19 ] |
| 2019 | Manchester United       | FA Women's Championship    | [ 19 ] |
| 2019 | Coventry United         | FA Women's National League | [ 19 ] |

## Gol del Año
| Año  | Nombre         | Club            | Ref.   |
| ---- | -------------- | --------------- | ------ |
| 2011 | Jemma Rose     | Bristol Academy | [ 11 ] |
| 2012 | Megan Harris   | Lincoln         | [ 12 ] |
| 2013 | Steph Houghton | Arsenal         | [ 13 ] |
| 2014 | Toni Duggan    | Manchester City | [ 14 ] |
| 2015 | Ji So Yun      | Chelsea         | [ 15 ] |
| 2016 | Claire Emslie  | Bristol City    | [ 16 ] |
| 2019 | Beth Mead      | Arsenal         | [ 19 ] |

## Parada del Año
| Año  | Nombre              | Club            | Ref.   |
| ---- | ------------------- | --------------- | ------ |
| 2011 | Siobhan Chamberlain | Bristol Academy | [ 11 ] |
| 2018 | Sophie Baggaley     | Bristol City    | [ 18 ] |
| 2019 | Megan Walsh         | Yeovil Town     | [ 19 ] |

## Guardameta del Año
| Año  | Nombre       | Club      | Ref.   |
| ---- | ------------ | --------- | ------ |
| 2012 | Nicky Davies | Liverpool | [ 12 ] |

## Premio al logro especial
| Año  | Nombre                 | Ref.   |
| ---- | ---------------------- | ------ |
| 2001 | Mo Marley              | [ 2 ]  |
| 2010 | Sue Prior              | [ 10 ] |
| 2011 | Fay Glover             | [ 11 ] |
| 2012 | Trevor Clifton         | [ 12 ] |
| 2013 | Dawn Barnard           | [ 13 ] |
| 2014 | Sheila Rollinson       | [ 14 ] |
| 2015 | Dave Coyle             | [ 15 ] |
| 2017 | Dick, Kerr Ladies F.C. | [ 17 ] |
| 2018 | Tony Leighton          | [ 18 ] |
| 2018 | Sue Lopez              | [ 18 ] |
| 2019 | Patricia Gregory       | [ 19 ] |
| 2019 | Peter Hough            | [ 19 ] |

## Aficionado/a del Año
| Año  | Nombre                                  | Ref.   |
| ---- | --------------------------------------- | ------ |
| 2011 | Lisa Paterson-Sleep, Sam Paterson-Sleep | [ 11 ] |

## Premio de Participación
| Año  | Nombre                         | Ref.   |
| ---- | ------------------------------ | ------ |
| 2014 | Merseyrail                     | [ 14 ] |
| 2015 | Albion in the Community        | [ 15 ] |
| 2017 | Pay & Play                     | [ 17 ] |
| 2017 | Mums and Recreational Football | [ 17 ] |
| 2018 | Future Fives                   | [ 18 ] |

## Premio al héroe/heroína desconocido/a
| Año  | Nombre                | Ref.   |
| ---- | --------------------- | ------ |
| 2017 | Harriet Miller        | [ 17 ] |
| 2018 | Jackie Batten-Lincoln | [ 18 ] |
| 2019 | Sue Henson Green      | [ 19 ] |
| 2019 | Steve Shipway         | [ 19 ] |

## FA WSL All Star Team
| Año  |                       | Nombre              | Club            | Posición       | Ref.   |
| ---- | --------------------- | ------------------- | --------------- | -------------- | ------ |
| 2011 | Bandera de Inglaterra | Siobhan Chamberlain | Bristol Academy | Guardameta     | [ 11 ] |
| 2011 | Bandera de Inglaterra | Sophie Bradley      | Lincoln         | Defensa        | [ 11 ] |
| 2011 | Bandera de Inglaterra | Casey Stoney        | Lincoln         | Defensa        | [ 11 ] |
| 2011 | Bandera de Inglaterra | Kerys Harrop        | Birmingham      | Defensa        | [ 11 ] |
| 2011 | Bandera de Inglaterra | Laura Bassett       | Birmingham      | Defensa        | [ 11 ] |
| 2011 | Bandera de Inglaterra | Jo Potter           | Birmingham      | Centrocampista | [ 11 ] |
| 2011 | Bandera de Inglaterra | Katie Chapman       | Arsenal         | Centrocampista | [ 11 ] |
| 2011 | Bandera de Escocia    | Kim Little          | Arsenal         | Centrocampista | [ 11 ] |
| 2011 | Bandera de Gales      | Jess Fishlock       | Bristol Academy | Centrocampista | [ 11 ] |
| 2011 | Bandera de Inglaterra | Rachel Williams     | Birmingham      | Delantera      | [ 11 ] |
| 2011 | Bandera de Inglaterra | Natasha Dowie       | Everton         | Delantera      | [ 11 ] |